# Aeroklubowe Spadochronowe Zawody na Celność Lądowania im. Jacka Marszałka – Gliwice 2023
Aeroklubowe Spadochronowe Zawody na Celność Lądowania im. Jacka Marszałka – Gliwice 2023 – odbyły się 29 października 2023. na lotnisku Gliwice. Gospodarzem zawodów był Aeroklub Gliwicki, a organizatorem Sekcja Spadochronowa Aeroklubu Gliwickiego. Do dyspozycji skoczków był samolot An-2TD o znakach rejestracyjnych SP-AOB pilotowanego przez: Jacka Niezgodę, Witolda Nowaka i Stanisława Kęsonia. Skoki wykonywano z wysokości 1000 m i opóźnieniem 0–5 sekund.

## Rozegrane kategorie
Zawody rozegrano w dwóch kategoriach celności lądowania:
- indywidualnie
  - spadochronów szybkich – 4 kolejki skoków
  - spadochronów szkolnych – 3 kolejki skoków.

Źródło: .

## Kierownictwo zawodów
- Sędzia Główny: Jan Isielenis
- Kierownik Sportowy: Jan Isielenis.

## Medaliści

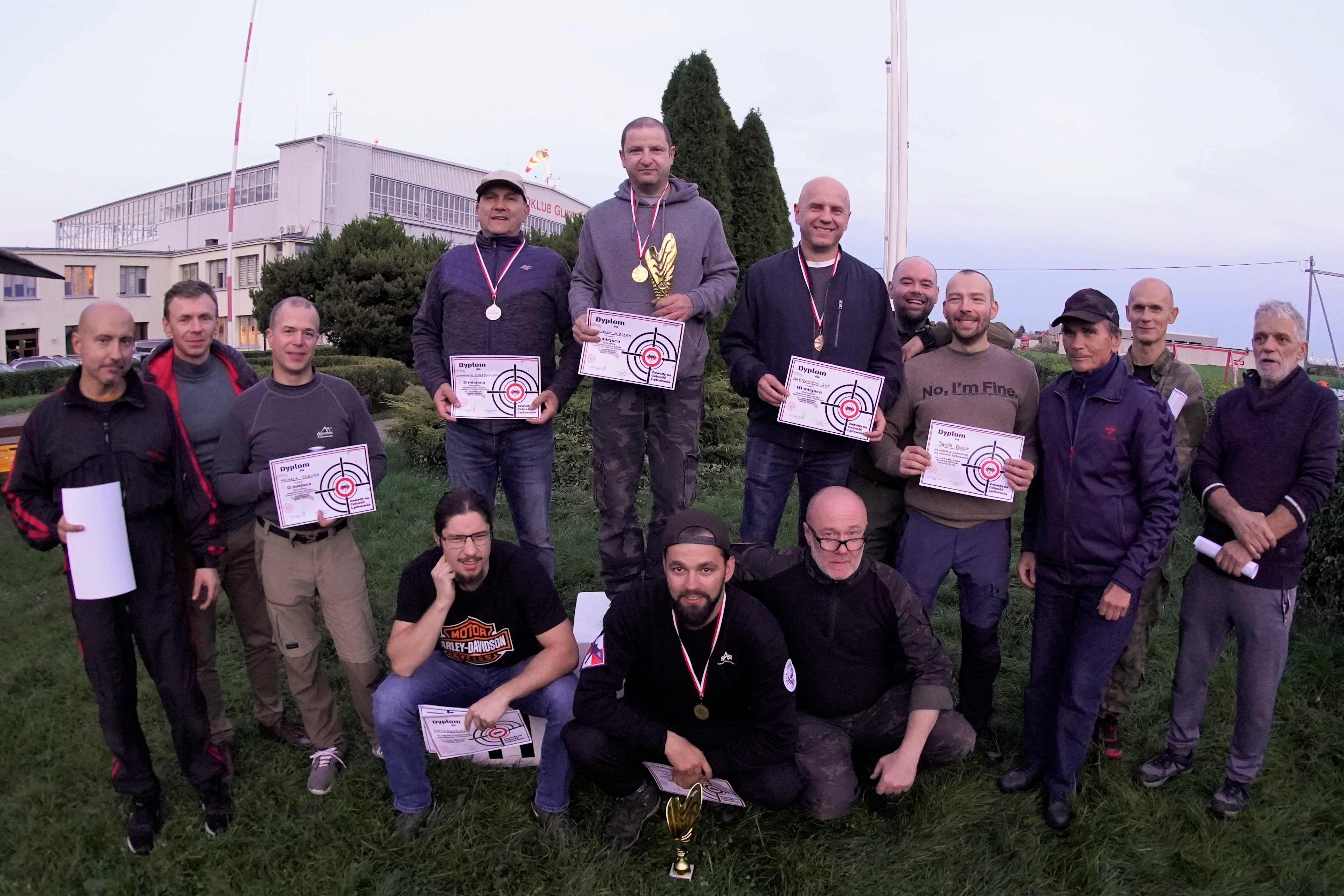
Zwycięzcy zawodów i Jan Isielenis sędzia główny oraz Michał Palarz dyrektor AGl (październik 2023)

| Konkurencja                         | Złoto           | Srebro             | Brąz            |
| Spadochrony szybkie – indywidualnie | Wojciech Kielar | Zygmunt Cielebucki | Bartłomiej Ryś  |
| Spadochrony szkolne – indywidualnie | Łukasz Busma    | Michał Tabor       | Michał Paluszek |

Źródło: .

## Wyniki
Wyniki Aeroklubowych Spadochronowych Zawodów na Celność Lądowania im. Jacka Marszałka – Gliwice 2023 podano za: Jan Isielenis, Wyniki Gliwickich Spadochronowych Zawodów w Celności Lądowania 2023, s. 1–2.
W zawodach brało udział 15 zawodników  Polska.

### Klasyfikacja indywidualna (celność lądowania – spadochronyszybkie)

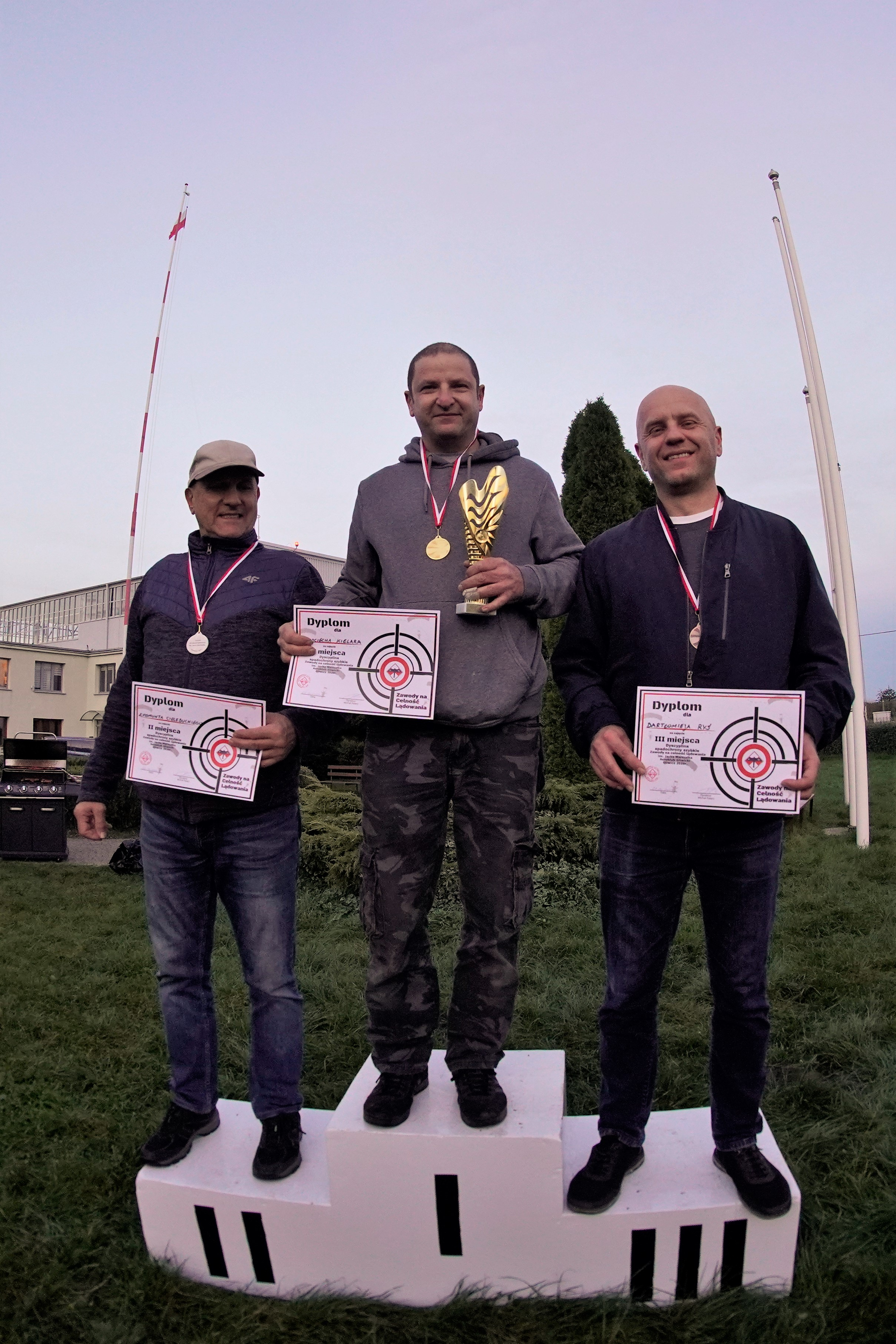
Zwycięzcy w kategorii – spadochrony szybkie (październik 2023)

| Miejsce | Imię i nazwisko    | I skok | II skok | III skok | IV skok | Punktacja |
| ------- | ------------------ | ------ | ------- | -------- | ------- | --------- |
| 1.      | Wojciech Kielar    | 2,05   | 8,80    | 4,85     | 3,80    | 2,05      |
| 2.      | Zygmunt Cielebucki | 4,04   | 19,50   | 10,00    | 14,40   | 4,04      |
| 3.      | Bartłomiej Ryś     | 7,88   | 29,10   | 16,00    | 7,10    | 7,10      |
| 4.      | Jakub Kulawik      | 14,15  | 31,40   | 37,00    | 29,20   | 14,15     |

### Klasyfikacja indywidualna (celność lądowania – spadochronyszkolne)
| Miejsce | Imię i nazwisko        | I skok | II skok | III skok | Punktacja |
| ------- | ---------------------- | ------ | ------- | -------- | --------- |
| 1.      | Łukasz Busma           | 28,40  | 3,30    | 15,00    | 3,30      |
| 2.      | Michał Tabor           | 27,30  | 19,00   | 4,20     | 4,20      |
| 3.      | Michał Paluszek        | 6,30   | 41,60   | –        | 6,30      |
| 4.      | Kamil Dudziński        | 41,50  | 28,80   | 7,80     | 7,80      |
| 5.      | Krzysztof Wojtuń       | 18,80  | 8,40    | –        | 8,40      |
| 6.      | Jacek Żur              | 15,30  | –       | –        | 15,30     |
| 7.      | Bogusław Seweryn       | 18,00  | 41,80   | –        | 18,00     |
| 8.      | Bartłomiej Królikowski | 24,60  | 26,80   | –        | 24,60     |
| 9.      | Henryk Palica          | 50,00  | 26,20   | –        | 26,20     |
| 10.     | Kazimierz Cheliński    | 50,00  | 51,20   | 36,80    | 36,80     |
| 11.     | Dariusz Magnor         | 50,00  | 37,00   | –        | 37,00     |

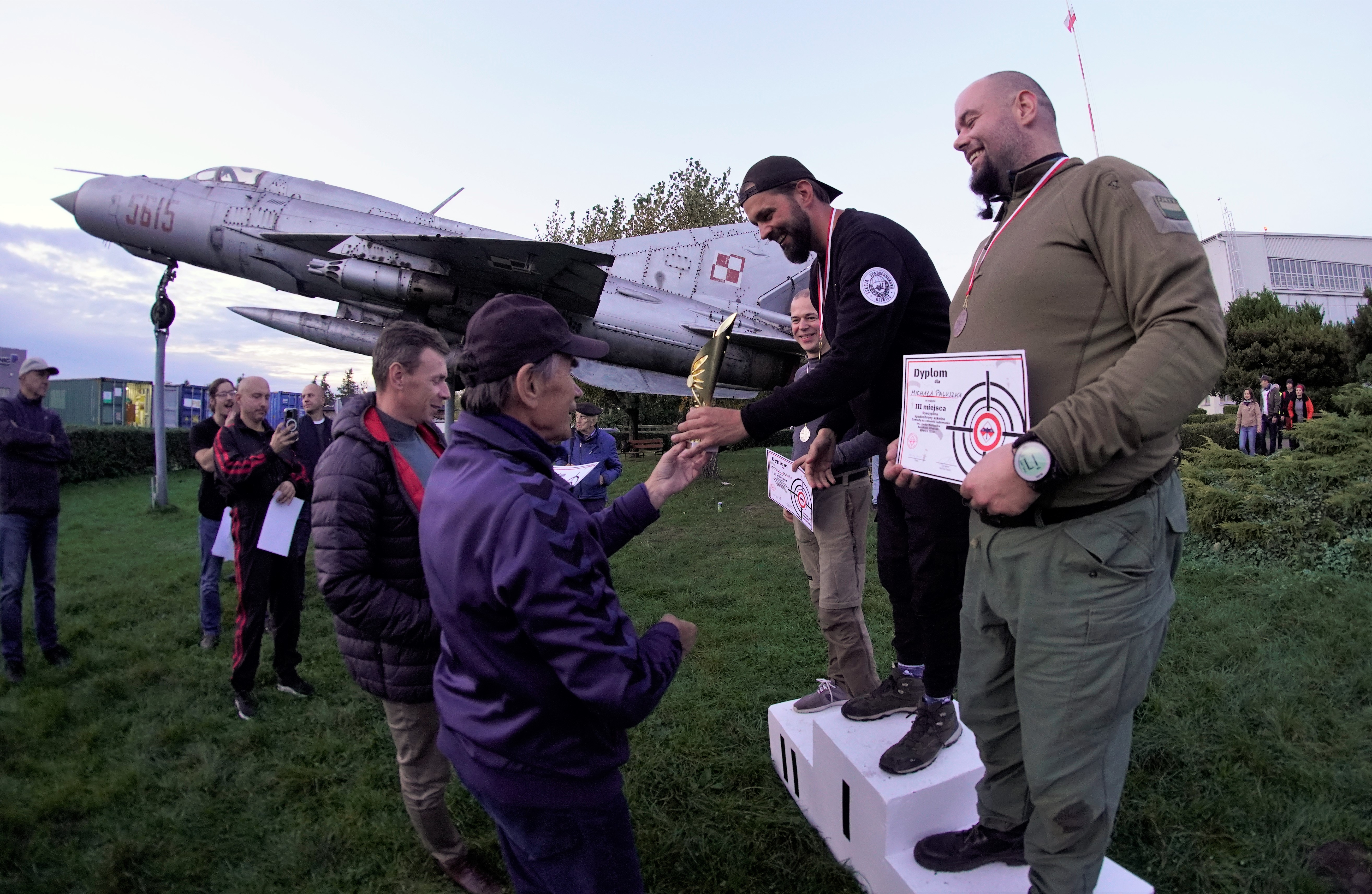
Zwycięzcy w kategorii – spadochrony szkolne (październik 2023)

Aeroklubowe Spadochronowe Zawody na Celność Lądowania im. Jacka Marszałka – Gliwice 2023
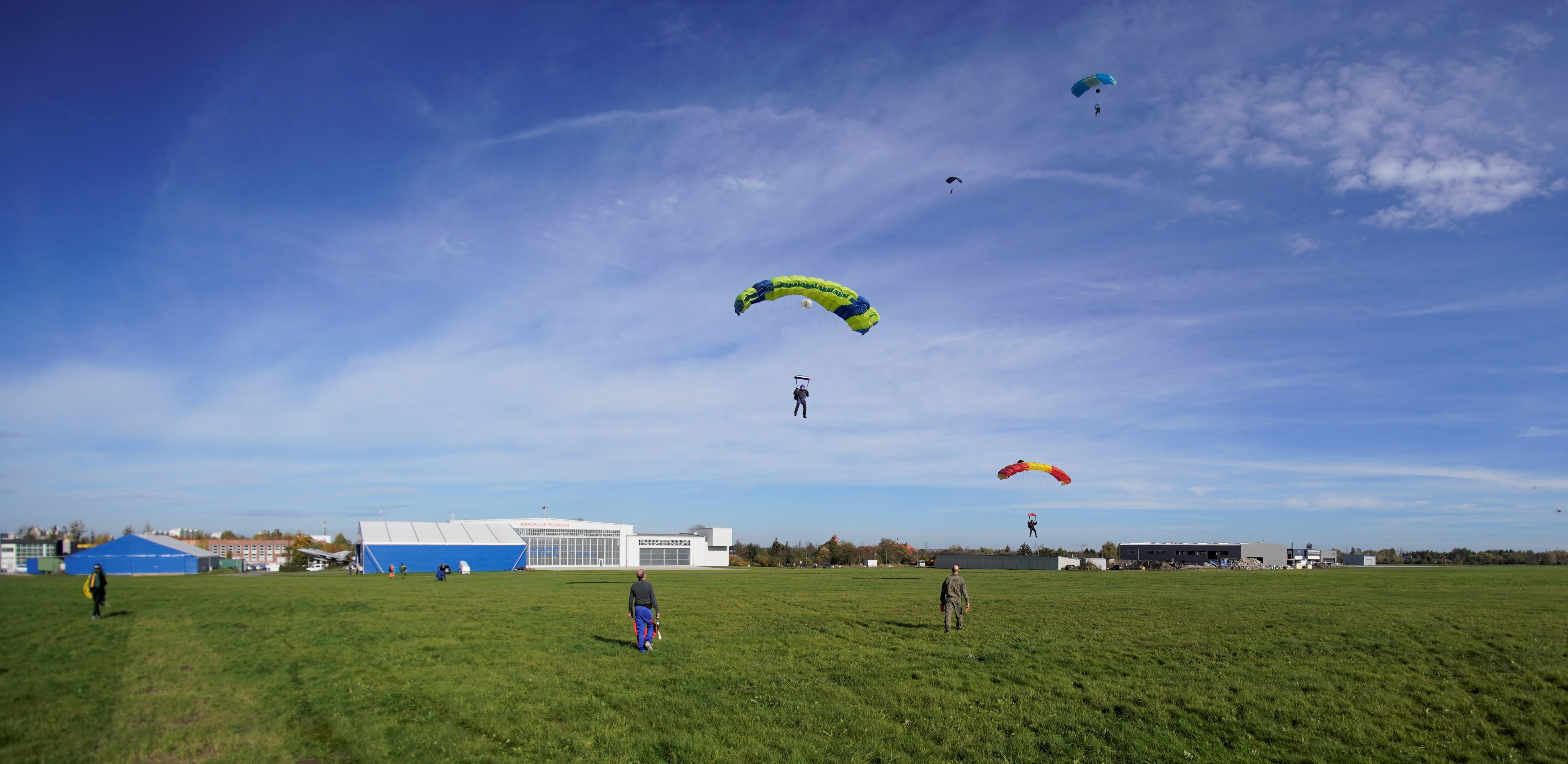
Skoczkowie na podejściu do lądowania
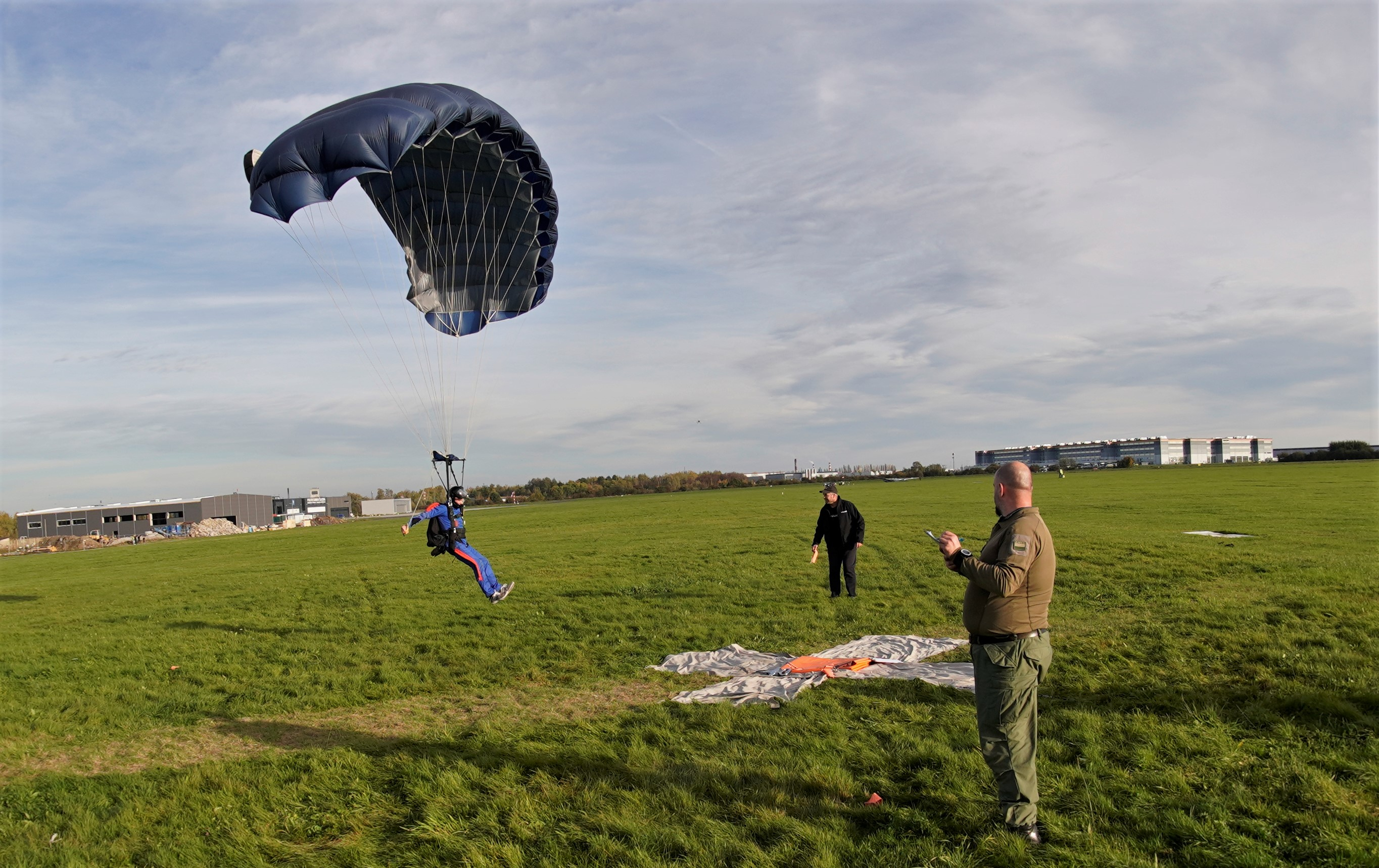
Michał Tabor – spadochrony szkolne
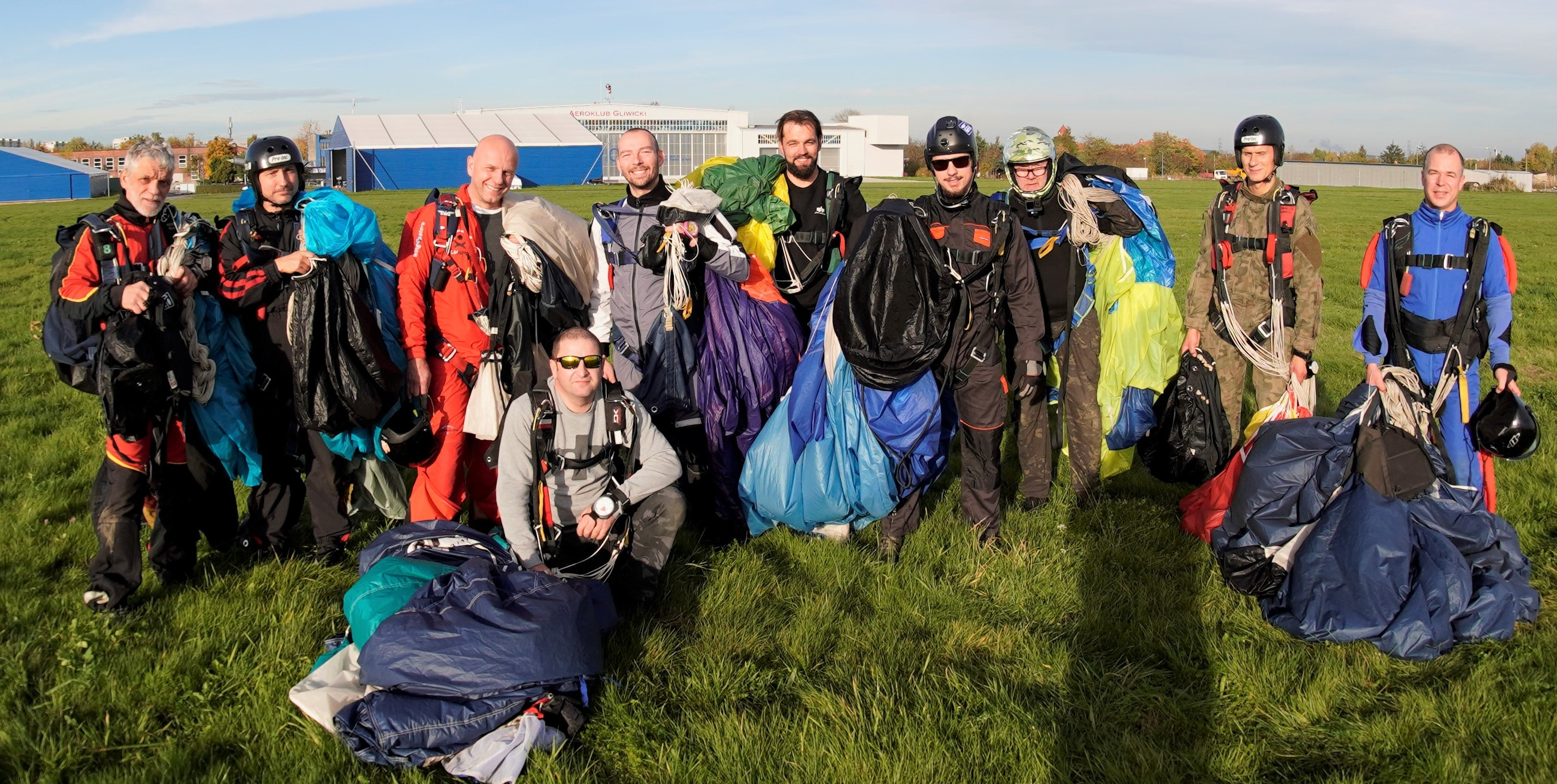
Uczestnicy zawodów po wylądowaniu